# Astypalée
Pour l’article homonyme, voir Astypalée (dème).
Astypalée ou Astipálea (grec moderne : Αστυπάλαια, en italien « Stampalia ») est une des îles principales du Dodécanèse.

## Histoire
L'île, déjà peuplée au Néolithique, s'est trouvée dans la zone d'influence des cultures minoenne, géométrique et mycénienne avant d'être colonisée par les Grecs des cités de Mégare et peut-être d'Épidaure. Pline l'Ancien relate que l'Empire romain accorde à l'île le statut d'état libre : le traité, rédigé en l'an 105 avant notre ère, était conservé sur une stèle détruite en 1797. Les Romains utilisèrent l'île comme base stratégique contre les pirates.
Avec le Christianisme, Astypalée rejoint la civilisation byzantine mais subit les raids des Sarrasins au VIIIe siècle et se dépeuple partiellement. À la suite de la Quatrième croisade, elle est vraisemblablement conquise par les Vénitiens.
Elle est pillée par Umur Bey entre 1334 et 1348 et désertée jusqu'en 1413, où elle est acquise par un membre de la famille vénitienne des Querini, qui la repeuple avec des colons originaires de Tinos et Mykonos dont il était le gouverneur. Il construit ou restaure alors le château de Chora. En 1537 l'île est conquise par l'Empire ottoman. Elle est à nouveau occupée par les Vénitiens au cours de la guerre de Candie entre 1648 et 1668 mais revient ensuite aux Ottomans. En 1827 elle est le théâtre de la mort d'Hippolyte Bisson.
Le 12 avril 1912, la marine italienne occupe l'île, qui devient ensuite possession italienne jusqu'en 1946 avec le Dodécanèse. Elle fut occupée durant un an par la Royal Navy britannique, puis rejoignit enfin la Grèce en 1947.

## Archéologie et mythologie

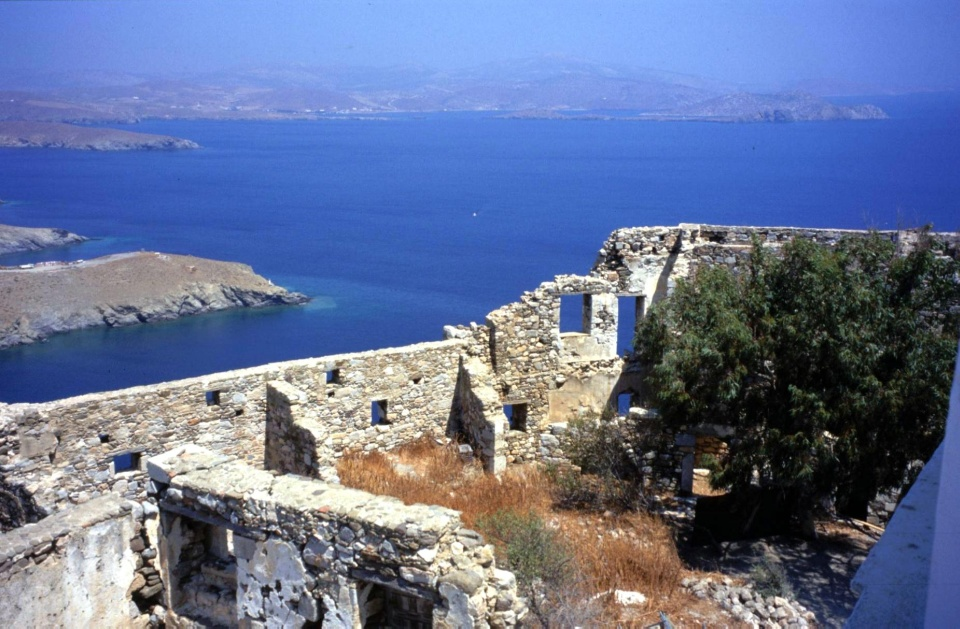
Vue du château

Dans la mythologie grecque, Astypalée fut enlevée par Poséidon, sous la forme d'un léopard ailé à queue de poisson, en même temps que sa sœur Europe, enlevée par Zeus. Elle aurait été ensuite finalement pétrifiée pour former l'île.
De la poterie néolithique et de nombreux tessons, des outils en pierre ou en obsidienne et des armes en bronze ainsi que divers autres artefacts ont été trouvés, notamment dans les tombes mycéniennes d'Armenohori, à l'ouest de la chapelle de Saint-Panteleimon.
Astypalée fut durant l'antiquité classique une cité-état dont l'acropole se trouve sous le château médiéval des Quérini, dans la ville moderne de Chora. Les pierres des monuments antiques ont été réutilisées pour élever le château et les maisons les plus anciennes. De nombreuses inscriptions, catafalques et autres artefacts y ont été trouvés, et sont présentés sur le rivage, au musée archéologique de Péra Gialos, près du vieux-port.
À Cylindra, au flanc occidental de la colline du château, une nécropole a livré environ 2700 squelettes de nourrissons et de petits enfants de moins de deux ans inhumés dans des poteries sur une période de mille ans entre 750 avant notre ère et le IVe siècle. Les enfants plus âgés et les adultes étaient enterrés séparément, dans une autre nécropole située près de Katsalos, ce qui laisse envisager un culte local spécifique comportant cette distinction (peut-être un culte à mystères, disparu avec le christianisme)
À l'est du petit port d'Analipsi, on trouve à Tallaras les ruines de thermes, aux sols pavés de mosaïques représentant Hélios et les signes du zodiaque. La chapelle de Sainte Barbara à Maltezana comprend la mieux préservée des mosaïques paléochrétiennes au sol, décorée de motifs géométriques, à environ 700 m au nord d'Analipsi. Ses colonnes monolithiques, dont les bases sont en marbre, proviennent d'un monument classique ou romain antérieur. D'autres mosaïques paléochrétiennes se trouvent dans les basiliques de Shinountas et de Saint Basile, au sud de Livadi. Enfin des fortifications byzantines s'élèvent sur le mont Patelos, en face du monastère de Saint-Jean, à l'extrême ouest de l'île.

## Économie
L'île vit principalement de son activité touristique et accueille annuellement 72 000 touristes.
L'île se dirige vers l'autonomie énergétique en se basant sur les énergies renouvelables,.
Le gouvernement grec a décidé de convertir tout le parc automobile de l'île à l'électrique,.

## Religion
Ses quatre paroisses de l'église orthodoxe du patriarcat œcuménique de Constantinople sont rattachées à la Métropole de Léros, Kalymnos et Astypaléa.